# The Drowsy Chaperone
The Drowsy Chaperone oder Hochzeit mit Hindernissen ist ein Musical mit dem Buch von Bob Martin und Don McKellar und der Musik von Lisa Lambert und Greg Morrison. Es ist eine Parodie der amerikanischen Musical-Komödien der 1920er Jahre. In ihm geht es um einen alternden Musicalliebhaber. Als er sein Lieblingsmusical auf einer Doppel-LP anhört, erwacht das Musical in seiner kleinen Einzimmerwohnung zum Leben.
Das Musical debütierte 1998 an der Rivoli in Toronto und wurde am 1. Mai 2006 am Broadway erstaufgeführt. Die Show gewann im selben Jahr den Tony Award für das beste Buch und die beste Musik, dazu drei weitere. Die deutschsprachige Erstaufführung fand am 27. April 2013 am Theater Hof statt (Regie: Reinhardt Friese, Übersetzung: Roman Hinze). Dieselbe Übersetzung führt das Theater Bielefeld am 4. September 2016 auf (Regie: Thomas Winter).

## Handlung
Ein Theaterfreund spielt die Schallplatte seines Lieblingsmusicals ab, als die Figuren der Handlung mitten in seinem kleinen, schäbigen Appartement zum Leben erwachen. Ironisch kommentiert er die Musik, die Geschichte und die Akteure. Es geht um die geplante Hochzeit zwischen dem Sohn eines reichen Öl-Magnaten und einem Broadway-Starlet, das die Bühne für den Schleier aufgeben will. Eine Anstandsdame wacht darüber, dass sich die Brautleute nicht vor der Zeremonie sehen, betrinkt sich aber. Sie ist die drowsy (beschwipste) Anstandsdame (Chaperone) des Original-Titels. Nach allerlei Verwicklungen scheint eine Hochzeit auf einmal unmöglich. Doch schließlich klären sich alle Missverständnisse auf, und am Ende heiraten völlig überraschend sogar noch drei weitere Paare und alle fliegen singend fort.

## Lieder
- Overture (Ouvertüre) – Orchester
- Fancy Dress (Hübsches Kleid) – Ensemble
- Cold Feets (Kalte Füße) – Robert, George
- Show Off (Schlicht) – Janet, Ensemble
- As We Stumble Along (Strauchelnd geht es voran) – die beschwipste Anstandsdame
- I Am Aldolpho (Ich bin Aldopho) – Aldolpho, die beschwipste Anstandsdame
- Accident Waiting To Happen (Wie ein Unglück, das einfach passier’n muss) – Robert, Janet
- Toledo Surprise – Gangsters, Feldzieg, Kitty, Mrs. Tottendale, and Ensemble
- Message From A Nightingale (Nachricht von der Nachtigall) – Kitty, Gangsters, Aldolpho, die beschwipste Anstandsdame
- Bride’s Lament (Klagelied der Braut) – Janet, Ensemble
- Love Is Always Lovely In The End (Liebe geht am Ende immer gut) – Mrs. Tottendale, Underling
- I Do, I Do In The Sky (Ein himmlisch-luftiges Ja) – Trix, Ensemble
- As We Stumble Along (Reprise) – Ensemble

## Veröffentlichungen
Eine CD vom Original Broadway Cast (in Englisch) kam 2006 heraus. Sie enthält zwei zusätzliche Songs:
- I Remember Love – Mrs. Tottendale, Underling
- Message From A Nightingale – Ensemble